# Ys Origin
Ys Origin (イース・オリジン, Īsu Orijin) est un jeu vidéo de type action-RPG développé et édité par Nihon Falcom, sorti à partir de 2006 sur Windows, PlayStation 4, PlayStation Vita, Nintendo Switch et Xbox one. Le jeu est localisé en Français, Anglais, Allemand, Espagnole et Italien.

## Accueil
- Destructoid : 8,5/10[1]
- Eurogamer : 7/10[2]
- PC Gamer UK : 71%[3]